# Johanna Stegen

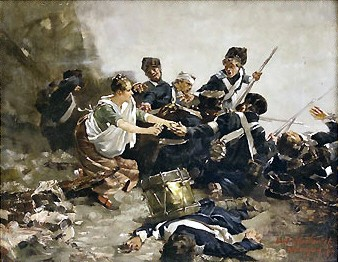
Ludwig Herterich: Johanna Stegen, die Heldin von Lüneburg, Historiengemälde von 1887

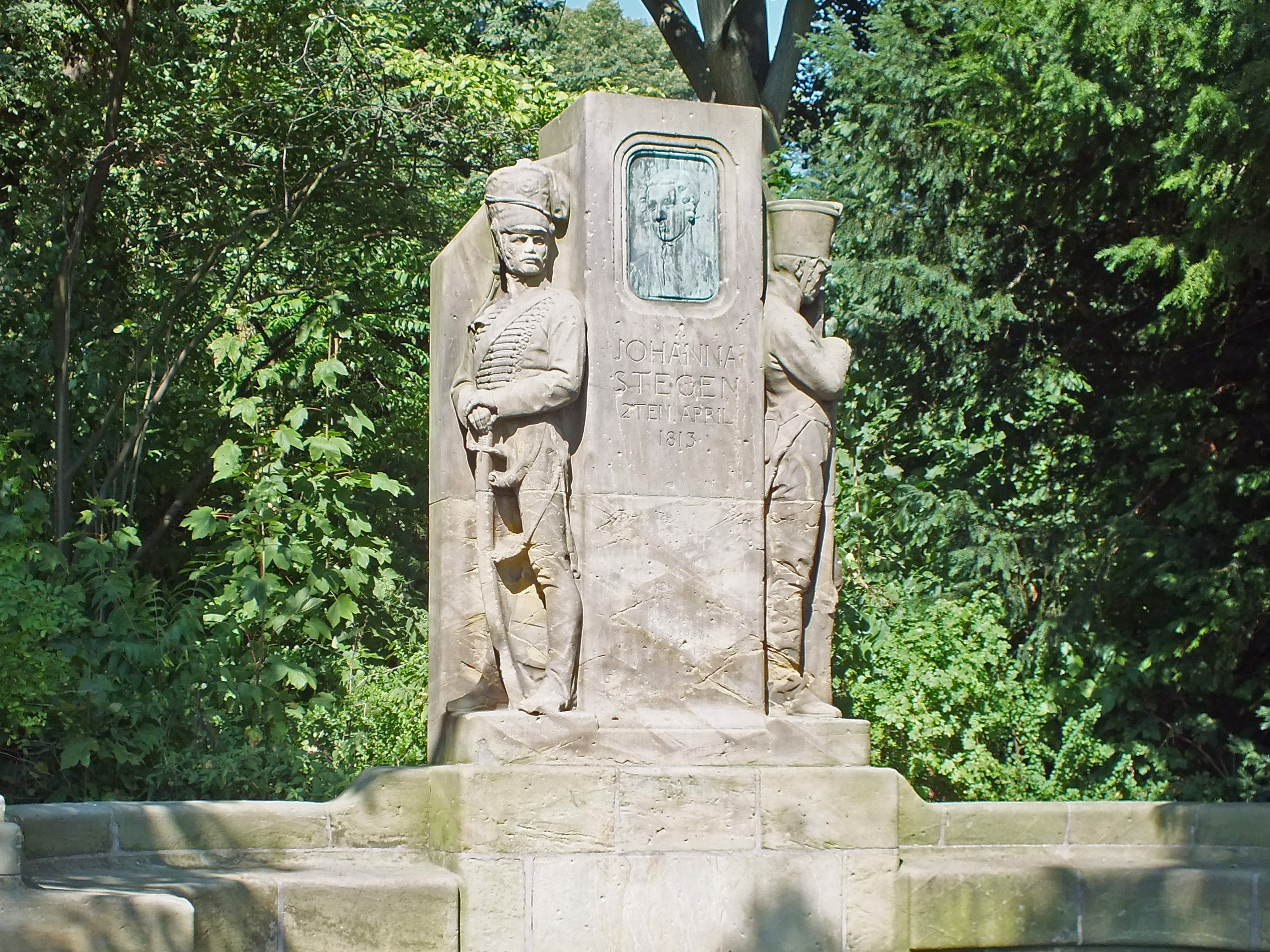
Das Johanna-Stegen-Denkmal in Lüneburg

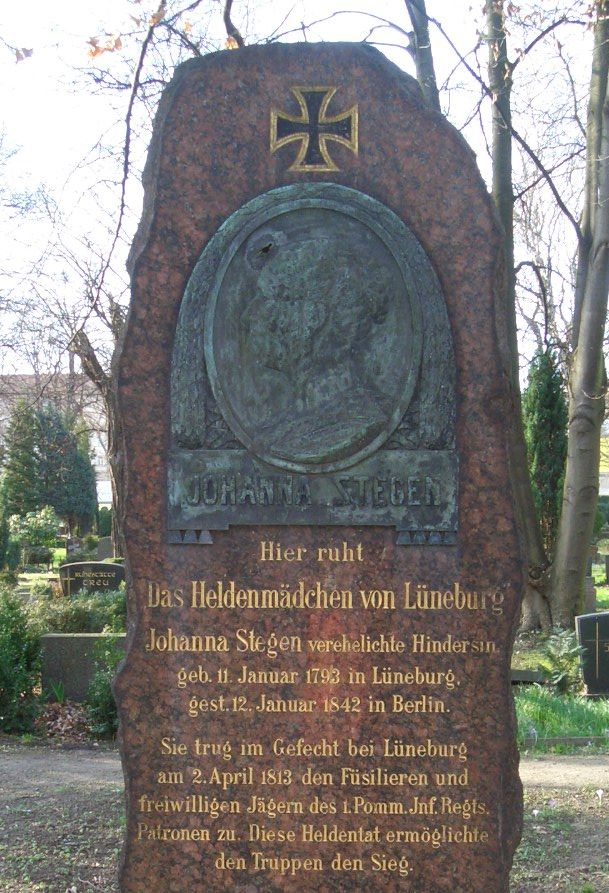
Grabstein auf dem Friedhof II der Sophiengemeinde Berlin, Medaillon von Albert Moritz Wolff

Johanna Katharina Elisabeth Stegen, ab 1817 Johanna Hindersin (* 11. Januar 1793 in Lüneburg; † 12. Januar 1842 in Berlin), wurde als Heldenmädchen von Lüneburg bekannt.

## Leben
Johanna Stegen wurde als Tochter des aus Barnstedt stammenden Sülzvogtes (Salzsieders) Peter Daniel Stegen (1737–1804) und dessen dritter, 1790 angetrauter Ehefrau Sophia Rahel geb. Behrens (1754–1814) im Lüneburger Sülzviertel geboren.
Während der Befreiungskriege kam es am 2. April 1813 zu einem Gefecht bei Lüneburg zwischen napoleonischen Truppen und den Füsilieren und freiwilligen Jägern des 1. Pommerschen Infanterie-Regiments.
Die Aussicht auf die bevorstehende Befreiung Lüneburgs durch preußische und russische Truppen veranlasste auch die Bewohner der Stadt, sich gegen die französische Besatzung zu erheben. Daraufhin musste sich der französische General Joseph Morand unter starkem Beschuss aus der Stadt auf einen nahegelegenen Hügel zurückziehen, wo ein noch intaktes Bataillon in Reserve stand. Der weitere Rückzug in Richtung Reppenstedt wurde ihm jedoch durch russische Artillerie versperrt. Daher entschloss sich Morand, in die Stadt zurückzukehren und sich dort mit einem im Kampf gegen die Preußen und Russen abgeschnittenen sächsischen Bataillon zu vereinigen, da er glaubte, mit der russischen Kavallerie in bebautem Gelände besser fertigwerden zu können als im freien Feld.
Als im Laufe des Gefechtes dem preußischen Regiment die Munition auszugehen drohte, versorgte Johanna Stegen die Soldaten mit Kugeln und Schießpulver (Papierpatrone), die sie aus einem von den Franzosen zurückgelassenen umgekippten Munitionswagen aufgesammelt hatte und in ihrer Schürze herbeitrug. Durch diese Tat, die maßgeblich zum Sieg der preußischen Truppen beigetragen haben soll, wurde sie als Heldenmädchen von Lüneburg bekannt.
Allerdings ist bei dieser Legendenbildung zu berücksichtigen, dass Morands Truppen von berittenen russischen Kosaken verfolgt und im Rücken angegriffen wurden, während er sich gleichzeitig gegen die preußische Infanterie und Lüneburger Aufständische zur Wehr setzen musste. Daher blieb den Franzosen und Sachsen schließlich nur die Kapitulation übrig. Morand selbst erlag drei Tage später seinen Wunden.
Auf Johanna Stegen wurde von den Franzosen eine Kopfprämie ausgesetzt, die allerdings nicht zu ihrer Ergreifung führte.
1817 heiratete sie in Berlin den preußischen Unteroffizier Wilhelm Hindersin, der später königlicher Oberdrucker im Kriegsministerium wurde.

## Rezeption und Ehrungen
Als Andenken wird jedes Jahr eine junge Frau als Johanna Stegen verkleidet, die das Denkmal in Lüneburg säubert. Dem, der sie anspricht, erzählt sie ihre Geschichte.
Stegen wurde in nationalen Gedichten u. a. von Friedrich Rückert als Heldin verherrlicht. Noch heute sind in Berlin-Steglitz und in Lüneburg Straßen nach ihr benannt. Ihr Grab auf dem Friedhof II der Sophiengemeinde Berlin ist als Ehrengrab der Stadt Berlin gewidmet.